# Атлант Фарнезе
Атлант (Атлас) Фарнезе — эллинистическая скульптура Атланта (титана в греческой мифологии), датированная вторым веком нашей эры, находящаяся в настоящее время в коллекции Национального археологического музея Неаполя, инвентарный № 6374.
Самая старая из сохранившихся статуй титана греческой мифологии, которая представлена в ранней росписи ваз, и, что важно, самая древняя скульптура с изображением небесной сферы. В 1898 году Георг Тиле предположил, что звёздный глобус, являющийся деталью скульптуры «Атлант Фарнезе», изготовлен на основе звёздного каталога Гиппарха. В 2005 году эта гипотеза была снова предложена Брэдли Шафером. Некоторые специалисты не согласны с этим предположением, отмечая, что при тщательном рассмотрении изображения на глобусе скульптуры имеют гораздо больше отличий, чем сходств с данными Гиппарха.

## История и описание

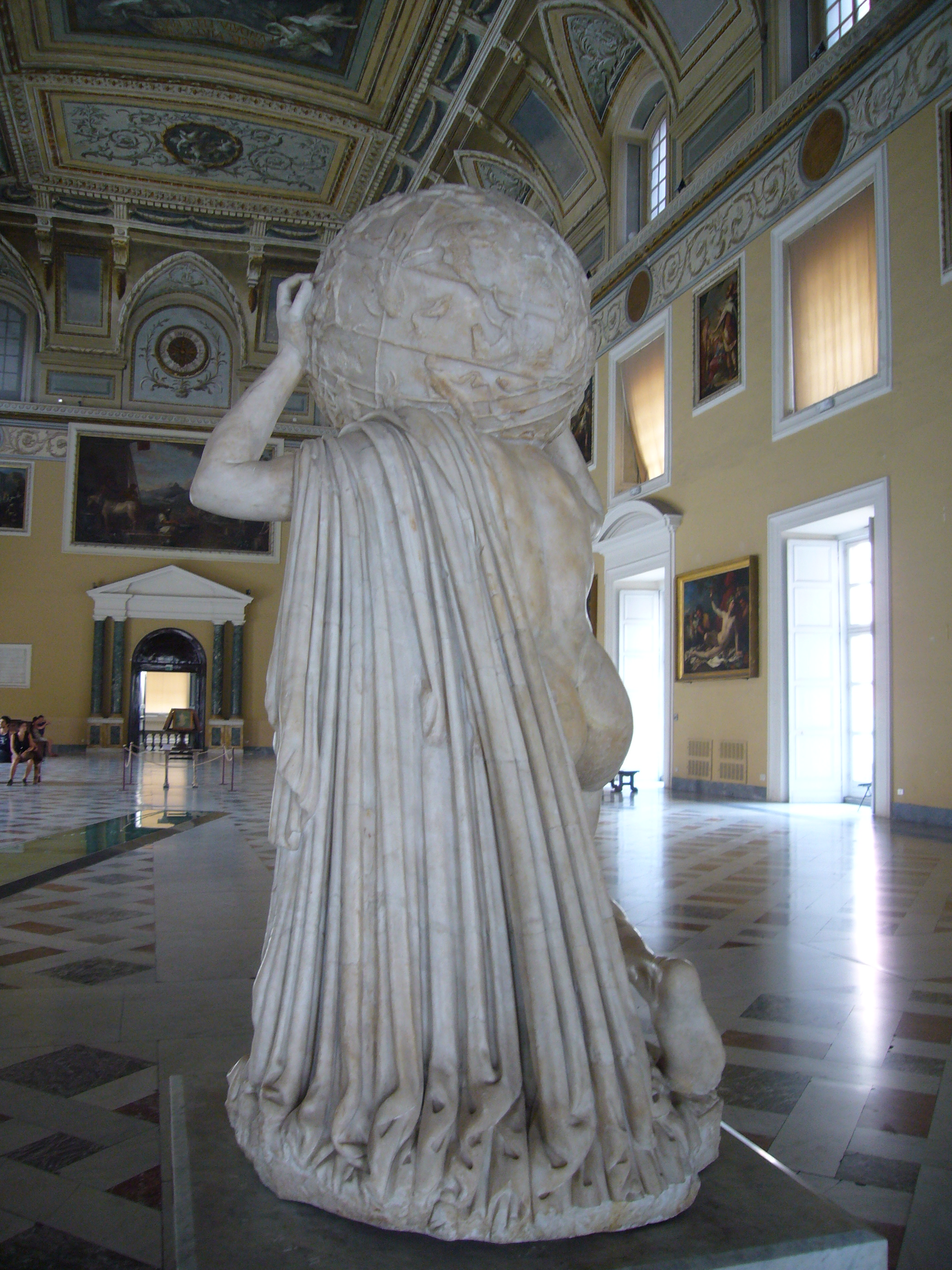
Вид скульптуры со спины

Статуя Атланта принадлежит группе скульптур коллекции Фарнезе, найденных около 1546 года в термах императора Каракаллы в Риме. Сначала находилась в коллекции купца и антиквара дель Буфало в саду его дворца, расположенного рядом с фонтаном Треви. Но своё имя она получила от кардинала Алессандро Фарнезе, который приобрёл её в 1562 году. Затем коллекция скульптур была перевезены в Неаполь и в 1787 году была унаследована герцогом пармским, будущим испанским королем Карлом, сыном Изабеллы Фарнезе, последнего потомка семьи Фарнезе, которой принадлежала художественная коллекция.
Некоторое время «Атлант Фарнезе» находился в римском Палаццо Фарнезе, после чего обрёл своё окончательное место в Национальном археологическом музее Неаполя. Высота скульптуры вместе с основанием составляет 2,1 метра, диаметр небесной сферы — 65 сантиметров. На ней изображены барельефы 41 (некоторые источники называют 43) из 48 классических греческих созвездий, описанных позднеэллинистическим астрономом Птолемеем, видимых в ночном небе с Земли.